# Таттендорф
Таттендорф (нем. Tattendorf) — коммуна (нем. Gemeinde) в Австрии, в федеральной земле Нижняя Австрия. 
Входит в состав округа Баден.  Население составляет 1267 человек (на 31 декабря 2005 года). Занимает площадь 14,35 км². Официальный код  —  30636.

## Политическая ситуация
Бургомистр коммуны — Дитрих Райнфранк (СДПА) по результатам выборов 2005 года.
Совет представителей коммуны (нем. Gemeinderat) состоит из 19 мест.
- СДПА занимает 8 мест.
- Партия UHL занимает 6 мест.
- АНП занимает 5 мест.